# 桃莉·巴頓挑戰

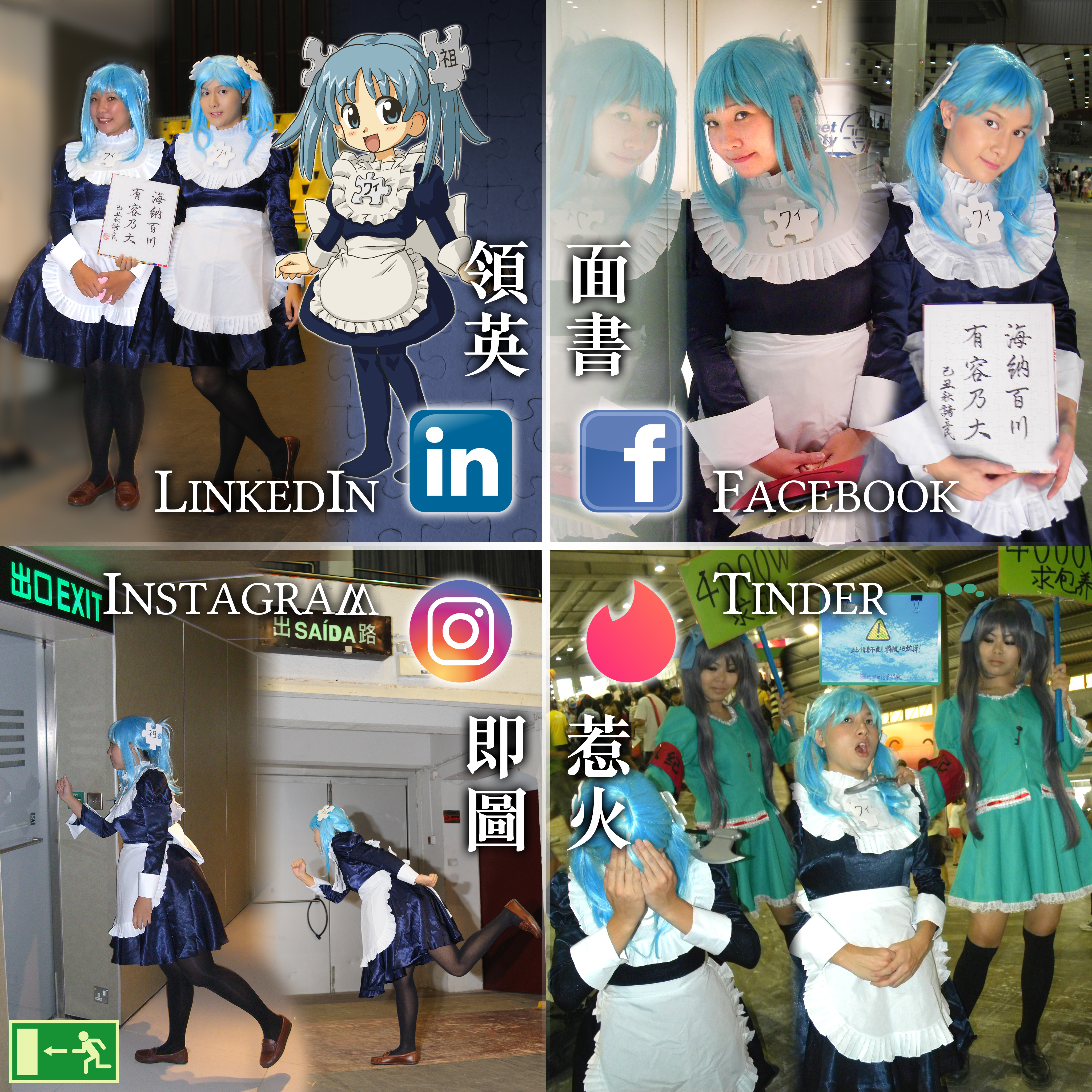
維基百科日式動漫吉祥物維基娘及綠壩·花季護航萌擬人化角色綠壩娘角色扮演，「桃莉·巴頓挑戰」海報格式

桃莉·巴頓挑戰（英語：Dolly Parton challenge）是一系列四格圖組，人們會用此格式來展示自己在社交媒體平台LinkedIn、Facebook、Instagram和Tinder上的模樣。它是由美國歌手桃莉·巴頓於2020年1月發起；最初是從她在Instagram的貼文所傳播開來，在短短四天內就獲得了超過100萬個讚。數小時之內，其他名人和成千上萬的民眾也在社交媒體上發布了自己的版本，包括荷莉·貝瑞、珍娜·傑克森、薇拉·戴維絲、席琳·狄翁、珍妮佛·嘉納和艾倫·狄珍妮；且在數天內，多間權威新聞媒體都報導了該主題的新聞。